# Gary Frank
Gary Frank (Bristol, 10 octobre 1969) est un dessinateur de comics britannique.

## Biographie
Il a beaucoup travaillé avec le scénariste Peter David sur The Incredible Hulk pour Marvel Comics et Supergirl chez DC Comics.
En 2000, il créa seul une mini-série en 6 épisodes Kin, publiée par Top Cow.
À ses débuts, il a souvent été encré par Cam Smith (The Incredible Hulk, Supergirl, Gen 13).
Il est aujourd'hui connu pour son travail sur Midnight Nation et Supreme Power, deux séries écrites par J. Michael Straczynski. 
En 2013, il reçoit un Prix Inkpot.

## Publications
(les titres suivis d'un * ont été traduits en français, même partiellement)
- Avengers #61, 62 (Marvel, 2003) *
- Batman: Dark Knight Dynasty (DC, 1997)
- Black Canary/Oracle: Birds of Prey #1 (DC, 1996) *
- Bullets and Bracelets #1 (Amalgam, 1996) *
- Doctor Strange, Sorcerer Supreme #82, 83 (Marvel, 1995) *
- Doomsday Clock (2017-2019)
- Gen 13 #25-32 (Wildstorm, 1997-1998) *
- The Incredible Hulk #403-418, 420-423, 425 (Marvel, 1993-1995) *
- JLA #15 (DC, 1998) *
- Just Imagine Stan Lee With Gary Frank Creating Shazam (DC, 2002)
- Kin #1-6 (Top Cow, 2000) *
- Midnight Nation #1-12 (Top Cow, 2000-2001) *
- Motormouth #1-4, 6 (Marvel, 1992)
- Sabretooth Special #1 (Marvel, 1995)
- Supergirl #1-9 (DC, 1996-1997)
- Supreme Power #1- (Marvel, 2003- ) *
- The Flash #1 (Tangent Comics, 1997)
- Tom Strong #7 (America's Best Comics, 2000) *
- Uncanny X-Men '95 (Marvel, 1995) *
- X-Men Prime (Marvel, 1994)